# Tycherus vagus
Tycherus vagus är en stekelart som först beskrevs av Berthoumieu 1899.  Tycherus vagus ingår i släktet Tycherus och familjen brokparasitsteklar. Inga underarter finns listade i Catalogue of Life.